# 문화엑스포
문화엑스포는 경주 문화엑스포의 완벽한 준비와 성공적인 운영을 통해 국제행사로 정착시키고 한국문화의 세계화에 기여하기 위하여 1996년 12월 21일 설립된 문화체육관광부 소관의 재단법인이다. 사무실은 경상북도 경주시 경감로 614 에밀레극장에 있다.

## 주요 사업
- 문화엑스포 종합계획의 수립과  집행
- 문화엑스포 부대사업의 시행
- 문화엑스포 조직, 운영과 재원조달 및 집행
- 문화엑스포 시설과 관련부대시설  설치 및 운영관리
- 기타 재단의 목적활동에 필요한 사업